# Trino Mora (álbum)
Trino Mora es el segundo álbum del cantante venezolano Trino Mora publicado por Souvenir en 1968.

## Lista de canciones
- Honey
- Una dama
- Stag o Lee
- El último chance
- El amor es azul
- No es posible señor
- El sol es de todos
- Vamos a tratar
- Boogaloo en broodway
- Mi sueño imposible
- Yesterday
- New Orleans

- Datos: Q20016162